# Gavez
Gavez (en serbe cyrillique : Гавез) est un village de Serbie situé sur le territoire de la Ville de Kruševac, district de Rasina. Au recensement de 2011, il comptait 117 habitants.

## Démographie
| 1948 | 1953 | 1961 | 1971 | 1981 | 1991 | 2002 | 2011 |
| ---- | ---- | ---- | ---- | ---- | ---- | ---- | ---- |
| 188  | 188  | 183  | 166  | 171  | 144  | 140  | 117  |

|  |